# فروت تری (شرکت)
فروت تری (انگلیسی: Fruit Tree)، یک شرکت آمریکایی است که در زمینه تولید فیلم‌های بلند سینمایی و مجموعه‌های تلویزیونی فعالیت می‌کند. این شرکت در سال ۲۰۲۰ توسط اما استون و دیو مک‌کری تأسیس گردید. استون این شرکت را با هدف سرمایه‌گذاری بر روی فیلم‌های کم‌بودجه و هنری و با الهام از تولیدات شرکت ای۲۴ خلق کرد. این شرکت تاکنون آثاری همچون وقتی که نجات جهان را تمام کردی (۲۰۲۲) و پرابلمیستا (۲۰۲۳) و بوگونیا (۲۰۲۵) را تولید کرده است. جسی آیزنبرگ که دوست صمیمی استون است؛ تا به حال دو فیلم برای این شرکت کارگردانی کرده است. مجموعه تلویزیونی نفرین از دیگر تولیدات این شرکت است.